# Arctica islandica
Pour les articles homonymes, voir cyprine et praire.
Arctica, Arcticidae · Cyprine, praire d'Islande
Famille
Genre
Espèce
La cyprine ou praire d'Islande (Arctica islandica) est une espèce de mollusques bivalves marins vivant dans l'océan Atlantique nord.
Valves droite et gauche du même spécimen:

Valve droite
Valve gauche

## Exploitation
La praire d'Islande est un mollusque comestible, exploité commercialement. Il est collecté par dragage.

## Longévité

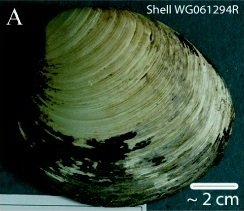
Valve gauche du coquillage Ming, mollusque âgé d'environ 507 ans.

Elle fait partie des espèces que caractérise leur sénescence négligeable. En 2006 et 2007, des spécimens distincts ont été collectés sur les côtes islandaises. On a déterminé qu'ils étaient âgés de 400 ans, faisant d'Arctica islandica l'espèce animale la plus âgée jamais découverte à cette date, loin devant la tortue géante des Seychelles (plus de 250 ans pour Adwaita, la plus vieille connue) ou la baleine boréale (130 ans) et dépassant de peu le requin du Groenland (âge estimé à 392 ± 120 ans pour des spécimens pêchés entre 2010 et 2013).
En octobre 2007, des chercheurs de l'université de Bangor dans le pays de Galles ont déterminé qu'une praire d'Islande retrouvée sur les côtes de l'Islande était âgée de 405 à 410 ans, en se basant sur la technique de la sclérochronologie, permettant d'estimer l'âge d'un coquillage par le décompte du nombre de stries de croissance sur sa coquille. Il y avait 405 lignes, mesurant 0,1 millimètre de largeur, ce qui correspond à un âge d'environ 405 ans, ce qui en fait l'animal le plus âgé jamais enregistré. Cependant, certaines colonies de coraux pourraient être vieilles de plusieurs milliers d'années, selon certains experts, tandis que la méduse Turritopsis nutricula serait immortelle.
Finalement, le 13 novembre 2013, les chercheurs ont publié l'âge réel de l'animal, mort durant l’analyse, qui aurait été de 507 ans,, ce qui en faisait l'animal (non colonial) le plus vieux du monde à cette date, et sans doute ayant la plus grande longévité existante. Le coquillage a été surnommé Ming d'après la dynastie Ming qui régnait lorsque le coquillage est né. Les chercheurs ne savent pas combien de temps le coquillage aurait pu vivre s'il était resté au fond de la mer.